# Ellbogen (Film)
Ellbogen (internationaler Festivaltitel: Elbow) ist ein Spielfilm von Aslı Özarslan aus dem Jahr 2024. Das Drama, eine Verfilmung des gleichnamigen Romans von Fatma Aydemir, erzählt von der Selbstfindung einer jungen Deutschtürkin in Berlin und Istanbul. Die internationale Koproduktion zwischen Deutschland, der Türkei und Frankreich wurde Mitte Februar 2024 bei der 74. Berlinale uraufgeführt.

## Handlung
Die 17-jährige Hazal lebt in Berlin und hofft, im Leben weiterzukommen als ihre Eltern. Während sie in der Bäckerei ihrer Mutter arbeitet, schreibt sie hunderte von Bewerbungen auf einen Ausbildungsplatz, wird aber zu keinem einzigen Vorstellungsgespräch eingeladen. Vom Arbeitsamt werden ihr Trainingsprogramme vermittelt. In diesen trifft Hazal auf Vorurteile. Auch erscheinen ihr die Maßnahmen zu zeitraubend zu sein.
Als Hazal ihren 18. Geburtstag mit ihren zwei besten Freundinnen feiern möchte, werden sie in einem Club abgewiesen und betreten enttäuscht eine U-Bahn-Station. Dort geraten sie in eine körperliche Auseinandersetzung mit einem Maschinenbaustudenten, in deren Folge der Student verstirbt. Aus Angst flieht sie in die Türkei zu ihrer Internetbekanntschaft Mehmet, einem Callcenteragenten, von dem sich später herausstellt, dass er drogenabhängig ist. Als es zu einem polizeilichen Einsatz in der Wohnung Mehmets kommt, bei welchem dessen Mitbewohner wegen politischer Agitation verhaftet werden soll, wird Hazal von einem Polizisten am Kopf verletzt, kann die Wohnung aber verlassen. In der ihr unbekannten Stadt Istanbul ist sie fortan auf sich allein gestellt. Sie kontaktiert ihre Tante, die daraufhin nach Istanbul kommt und ihr berichtet, dass Hazal wegen Totschlags angeklagt worden ist. Schließlich umarmt Hazal ihre Tante und rennt allein davon.

## Auszeichnung
2024: Aslı Özarslan gewinnt mit ELLBOGEN beim Internationalen Frauen Film Festival Dortmund/Köln den Internationalen Debüt-Spielfilmwettbewerb.

## Veröffentlichung
Die Weltpremiere von Ellbogen fand am 17. Februar 2024 bei den Internationalen Filmfestspielen Berlin in der Sektion Generation 14plus statt.